# Achalcus
Achalcus (лат. , от др.-греч. ἄχαλκος «без меди») — род мух-зеленушек из семейства Dolichopodidae (отряд двукрылые). 24 вида. Палеарктика, Неарктика, Неотропика, Австралия, Новая Зеландия. В России 5 видов.

## Описание
Мелкие двукрылые насекомые. Крылья с расходящимися жилками R4+5
и M1+2. Стилус по длине примерно равен первым трём членикам усиков. Голени задних ног с 3 антеродорзальными и 3 постеродорзальными щетинками; скапус голый. Гипандриум с гладкой вершиной. Род был впервые выделен в 1857 году немецким диптерологом Фридрихом Германом Лёвом (1807—1879).
- A. albipalpus Parent, 1931
- A. atratus Van Duzee, 1930
- A. bicolor Pollet, 2005[5]
- A. bilineatus Pollet, 2005[5]
- A. bimaculatus Pollet, 1996[6]
- A. brevicornis Pollet, 2005[5]
- A. brevinervis Van Duzee, 1930
- A. britannicus Pollet, 1996[6]
- A. calcaratus Becker, 1918
- A. californicus Pollet & Cumming, 1998
- A. caudatus Aldrich, 1902
- A. chaetifemoratus Parent, 1933
- A. cinereus (Haliday, 1851)
- A. costaricensis Pollet, 2005[5]
- A. cyanocephalus Pollet, 2005[5]
- A. depuytoraci (Vaillant & Brunhes, 1980)
- A. dytei Pollet & Cumming, 1998
- A. edwardsae Van Duzee, 1930
- A. flavicollis (Meigen, 1824)
- A. longicercus Pollet, 2005[5]
- A. longicornis Van Duzee, 1930
- A. luteipes Parent, 1933
- A. maculipennis Pollet, 2005[5]
- A. medius Parent, 1933
- A. melanotrichus Mik, 1878
- A. micromorphoides Pollet, 2005[5]
- A. minor Parent, 1933
- A. minusculus Parent, 1933
- A. minutus Parent, 1933
- A. niger Pollet, 2005[5]
- A. nigropunctatus Pollet & Brunhes, 1996
- A. nigroscutatus Parent, 1933
- A. oregonensis (Harmston & Miller, 1966)
- A. pallidus (Zetterstedt, 1843)
- A. pallipes Olejnichek & Bartak, 1997
- A. phragmitidis Pollet, 1996[6]
- A. pygmaeus (Zetterstedt, 1855)
- A. polleti Negrobov et Selivanova, 2010[7]
- A. relictus Parent, 1933
- A. scutellaris van der Wulp, 1891
- A. separatus Parent, 1933
- A. similis Pollet & Cumming, 1998
- A. sordidus Aldrich, 1896
- A. thalhammeri Lichtwardt, 1913
- A. thoracicus (Philippi, 1865)
- A. tibialis Pollet, 2005[5]
- A. utahensis (Harmston & Miller, 1966)
- A. vaillanti Brunhes, 1987